# 交響曲第7番 (ブルックナー)
アントン・ブルックナーの交響曲第7番ホ長調は、彼の交響曲中、初めて、初演が成功した交響曲として知られている。1884年のこの初演以来、好評を博しており、第4番と並んで彼の交響曲中、最も人気が高い曲の一つである。第4番のような異稿は存在しないが、第2楽章の打楽器のようにハース版とノヴァーク版では差異が生じている箇所がある。

## 作曲の経緯
本作は交響曲第6番の完成後すぐ、1881年9月末から第1楽章の作曲が開始された。スコアは第3楽章スケルツォの完成のほうが1882年10月と少し早く、第1楽章のスコアは同年の暮れに完成する。
第2楽章の執筆中は最も敬愛してきたリヒャルト・ワーグナーが危篤で、ブルックナーは「ワーグナーの死を予感しながら」書き進め、1883年2月13日にワーグナーが死去すると、その悲しみの中でコーダを付加し、第184小節以下をワーグナーのための「葬送音楽」と呼んだ。こうして第2楽章のスコアは同年4月21日に完成する。そして、1883年9月5日に全4楽章が完成した。
1884年12月30日、アルトゥル・ニキシュ指揮ライプツィヒ・ゲヴァントハウス管弦楽団によりライプツィヒ歌劇場で初演された。この初演の段階でブルックナーとニキシュは入念な打ち合わせを行い、何度か手紙をやりとりしている。
この曲の初演が大成功したことにより、ブルックナーは生きている間に交響曲作曲家としての本格的な名声を得ることができた。
その後、指揮者ヘルマン・レヴィの推薦より1885年12月、バイエルン国王ルートヴィヒ2世に献呈された。
楽譜は1885年に出版された。この初版は「グートマン版」、「改訂版」などとも呼ばれる。
日本初演は1933年10月21日、クラウス・プリングスハイム指揮の東京音楽学校管弦楽団により、奏楽堂で行われた。

## 楽器編成
フルート2、オーボエ2、クラリネット2、ファゴット2、ホルン4、トランペット3、トロンボーン3、ワグナーチューバ4（テノール2とバス2）、コントラバス・チューバ、ティンパニ、シンバル、トライアングル、弦五部。ただしハース版では原則シンバル・トライアングルは使われないがアド・リブとして載っている。

## 演奏時間
約65分（各20分、23分、10分、12分）だが、60分を切る演奏や70分を超える演奏も珍しくない。
前半の第1～2楽章だけで全体の3分の2を占める。

## 楽曲の構成

### 第1楽章 アレグロ・モデラート
ホ長調、2/2拍子（2分の2拍子）。ソナタ形式で、三つの主題を持つ。
全体的に美しく明るい曲である。ティンパニの使用が極力抑えられていて、登場するのは再現部の最後とコーダのみである。この第1楽章の第1主題の発生に関しては、ブルックナー自身が「夢の中で友人が『ブルックナーさんこの主題を使って幸運を掴んでください』と明示され、慌てて起き上がって、主題を書き留めた」と言う逸話が伝わっている。
ブルックナー特有の“原始霧”で曲が開始される。弦楽器群の弱音のトレモロの上に、チェロが第1主題を奏し、続いてオーケストラの高音楽器に引き継がれていく。この第1主題は2オクターブにまたがる広い音域を持ち、曲の冒頭から伸びやかな雰囲気が広がっていく。
第2主題はオーボエとクラリネットの木管楽器群から始まって、徐々に他の楽器に引き継がれ、第1主題よりはかなり長い。
全合奏の後に第3主題が始まる。最初はロ短調から始まり、めまぐるしい転調を繰り返す。
そうして展開部に入るが、ここは比較的短く、三つの主題がそれぞれ展開されていく。第185小節（スコア練習記号I）からチェロで演奏される旋律（第2主題の反行型）も印象的で、このモチーフが次の交響曲第8番で第4楽章の第2主題に取り入れられることになる。
間もなく第1主題がハ短調で、下降音型の形を取って全合奏により戻ってくる。やがて元のホ長調に戻り、通常の再現部に入る。
比較的短く切り詰められた再現部の後、コーダはホ音の上に組み立てられ、第1主題に基づいて締めくくられる。

### 第2楽章 アダージョ
嬰ハ短調、4/4拍子（4分の4拍子）。“Sehr feierlich und sehr langsam”（非常に荘厳に、そして非常にゆっくりと）。 A - B1 - A - B2 - A のロンド形式。
主要主題は嬰ハ短調で、Bは1回目が嬰ヘ長調で登場する。（モデラート、第37小節から）
主要主題の1回目の再現は、再び“Tempo I. Sehr langsam”（元の速さで、非常にゆっくりと）の指示に戻り、第77小節から始まるが、今度は早いペースで転調を繰り返しながら進行する。
Bの2回目は変イ長調で、第133小節から始まり、再びモデラートのテンポになる。ここはすぐに終わり、主要主題の2回目の再現が、第157小節から始まる。
6連音符の上に乗せられた主題は、ついに第177小節でクライマックスを迎える（ハース版以外の版では、ここで打楽器も加わる）。そして第184小節（スコア練習記号X）から、ワーグナーのための「葬送音楽」が開始され、4本のワグナーチューバが厳粛な音楽を奏でる。最後は主要主題が、異名同音で同主調の変ニ長調で奏され、消えるように静かに締めくくられる。

### 第3楽章 スケルツォ
イ短調、3/4拍子（4分の3拍子）。“Sehr Schnell”（非常に速く）の速度標語がある。A - B - A の三部形式。
前の第2楽章の哀切な緊張感から解放され、ブルックナーのスケルツォらしい野性的な雰囲気にあふれている。
中間部（B）はヘ長調で、のどかな曲想である。

### 第4楽章 フィナーレ
ホ長調、2/2拍子（2分の2拍子）。“Bewegt, doch nicht schnell”（運動的に、あまり速くなく）。自由なソナタ形式、三つの主題を持つ。
第1主題（ホ長調）は、第1楽章第1主題と同じモチーフを使用しながら、符点リズムで軽やかな雰囲気に変えている。
めまぐるしい転調を経て、すぐに第2主題へ移行する。第3主題はコラール風の旋律で、さらにめまぐるしい転調のもとに進められる。
展開部は第1主題をもとに組み立てられるが、短い。
すぐに第3主題が回帰し、再現部となる。第2主題の再現の後、第1主題が戻ってくる。
その後、テンポを大きく落としてコーダに入る。曲の最後に、第1楽章の第1主題が戻ってくる。
従来のブルックナー交響曲の最終楽章に比べると、この第7番の第4楽章は軽快な親しみやすさにあふれている。反面、第4番・第5番・第8番などに比べると「終楽章が短い」と、否定的に評されることもある。また、再現部では主題再現が逆に行われ、全体が分かりにくいという評価もある。

## 版の問題
「初版」はブルックナーの生前、初演の翌年の1885年に出版された。この1885年版はグートマン版、改訂版などとも呼ばれる。国際ブルックナー協会による原典版は、ハース版（第1次全集版）は1944年に、ノヴァーク版（第2次全集版）は1954年に出版された。この曲は、第1番～第4番や第8番のように、ブルックナー自身による大改訂が行われたわけではないが、残された自筆稿・資料の解釈の相違から、初版・ハース版・ノヴァーク版の間で、相違を見せる箇所がいくつかある。
この曲は1883年にいったん完成されたが、その後1884年の初演、1885年の出版に至るまで、細部の改訂が続けられた。残された自筆稿その他の資料から、1883年段階のものを明確にさせ分離することは、研究者の間でも不可能と判断されている。また、この間になされた改訂・加筆がブルックナー自身の意志によるものか、あるいは弟子・指揮者の意見に振り回されたものか、決定的な判断ができない箇所が多いとされる。また、初演に当たってブルックナーとニキシュは入念な打ち合わせを行い、何度か手紙をやりとりしており、これらも重要な資料としてハース・ノヴァークが参照している。ハースはできるかぎりブルックナー本来の意図を探ろうと校訂し、一方ノヴァークは譜面として残されたブルックナーの最終判断を尊重しようとしたと言われる。

### 打楽器の追加
第2楽章・177小節（スコア練習記号W）におけるシンバル、トライアングル、ティンパニの打楽器の取扱いが、この曲の版問題の顕著な項目としてあげられる。これは、自筆楽譜においては、スコアの五線紙とは別の簡約紙片に記され貼り付けられているものである。そしてこの紙片の上に“Gilt nicht”（「無効」の意）の文字が鉛筆で書かれている。ハースは、これはブルックナーの意志ではなく、初演に際して周囲の人々の意見に振り回されて追加したものであり、さらには、最終的に「無効」と取り消したものであると判断、これをスコアに採用しなかった。ノヴァークは、ここに記された“Gilt nicht”の文字を、ブルックナーの筆跡ではないと判断し、打楽器の追加がブルックナーの最終的な意図であると判断、これをスコアに採用した。
ノヴァークの判断については、現在の研究者からは否定的な見解が提起されはじめている。一つには“Gilt nicht”が、やはりブルックナー自身の筆跡ではないかという指摘である。もう一つは、これら打楽器の追加が「別の簡約紙片に記され貼り付けられた」ものでありながら、注釈なしにスコアの中に入れ込んで校訂譜としてしまったことである。この見方に立てばハースの判断が正しいことになる。しかしこの部分を“Gilt nicht”とするならば、なぜその簡約紙片を剥がすか、あるいは紙片全体に斜線をひくなどの処置を行わなかったのか、という疑問は残る。ちなみに、「初版」でも、打楽器は追加されている。
なお、実際の演奏に当たって、シンバルとトライアングルは使わずティンパニのみ使う指揮者もいるが、これは史料上の根拠があるものではなく、指揮者独自の判断によるものである。

### その他の相違点
概してノヴァーク版と初版はかなり似ている。相違点は例えば、第1楽章冒頭部、練習番号[A]の1拍まえにホルンのアウフタクトが初版にのみ存在する、第1楽章練習番号[P]4小節目のクラリネットの音符が違う、第2楽章練習番号[X]5小節目のワーグナーチューバの音符が違う、などである。ただしこれらのうち、第1楽章冒頭部のホルンのアウフタクトは、「自筆楽譜には記されている」と指摘し、ノヴァーク版に疑問を呈する研究者もいる。
ハース版・ノヴァーク版の相違点は、前記打楽器の他、第1楽章の管弦楽法が随所で違っている。例えば練習番号[E]近辺はハース版での金管の響きが非常に分厚い。練習番号[Q]からのクラリネットの旋律は、ノヴァーク版・初版では途中からオーボエが加わるが、ハース版では最初からオーボエが重なっている。練習番号[G]4小節目のトランペットの旋律の伴奏の、クラリネットとファゴットの和音は、ハース版では存在しない。さらに、ノヴァーク版・初版では、楽章内で2分の2拍子と4分の4拍子が交代するが、ハース版では2分の2拍子で貫かれている。
この他、第4楽章では、ノヴァーク版・初版では速度変化の指示がかなり細かく書き込まれているが、ハース版では印刷されていないものが多い。その背景としてあげられるのは、初演前の準備段階の時期にブルックナーがニキシュ宛に書いた手紙（1884年7月17日付）の中に「しばしばテンポの交替が必要ではないか」という提案があることである。ノヴァーク版のスコアでは“ritard.”（リタルダンド、だんだん遅く）や“a tempo”（ア・テンポ、元の速さで）などの、速度に関連した標語が多用されており、実に31箇所もあるが、ハース版のスコアではわずかに8箇所しかない。

## エピソード
- この交響曲はブルックナーの国際的名声を高めるきっかけとなったが、ハンスリックら反ワーグナー派が強いウィーンでの演奏はブルックナー自身消極的で、定期演奏会での演奏を計画していたウィーン・フィルに「どうか交響曲第7番を演奏しないでください」という書簡を送っている。
- ブルックナーの葬儀の際、この交響曲のアダージョ楽章がホルン四重奏に編曲され、出棺の際に演奏された。
- ワーグナーの音楽に心酔していたことで知られるアドルフ・ヒトラーであるが、ブルックナーも同様に愛好しており、その胸像を前に、この交響曲のアダージョ楽章に聴き入る姿が、プロパガンダ用の映像として広く利用された。ヒトラーが1945年4月30日に自殺を遂げた翌日、後継者カール・デーニッツがその死をラジオ放送で伝えた際に、同楽章が、ワーグナーの《ジークフリートの葬送曲》と共に終日放送され続けたという（このとき使用された音源は、フルトヴェングラー指揮ベルリン・フィルハーモニー管弦楽団による1942年4月7日の録音だとされている）。